# El ingeniero
El ingeniero es una película uruguaya de 2012. Dirigida por Diego Arsuaga, el drama está protagonizado por Jorge Denevi, Jorge Temponi, Julio Calcagno, Berto Fontana, Pepe Vázquez, Florencia Zabaleta y Fernando Dianessi.

## Sinopsis
Hace 15 años, cuando la selección entró a la cancha para disputar la final de la Copa América, su exitoso director técnico, el ingeniero Erramuspe, no salió del vestuario. A los dos días se recibió una carta de renuncia por «motivos personales».
Por quince años el periodismo ha tratado sin éxito de entrevistar al ingeniero. Cuando ya parece que se irá a la tumba con sus secretos, un periodista joven, que era un niño cuando el ingeniero llevaba a su selección a una final del mundo o a ganar la Copa América, logra finalmente entrevistarlo.

## Protagonistas
- Jorge Denevi (el ingeniero)
- Jorge Temponi (el periodista)
- Julio Calcagno
- Berto Fontana
- Pepe Vázquez
- Florencia Zabaleta (la hija del ingeniero)
- Fernando Denevi (el hijo del ingeniero)